# Gajówka (Kuźniaki)
Gajówka – część wsi Kuźniaki w Polsce położona w województwie świętokrzyskim, w powiecie kieleckim, w gminie Strawczyn.
W latach 1975–1998 Gajówka administracyjnie należała do województwa kieleckiego.